# Canoagem nos Jogos Olímpicos de Verão de 2016 - K-1 200 m feminino
A competição do K-1 200 m feminino da canoagem nos Jogos Olímpicos de Verão de 2016 realizou-se nos dias 15 (provas eliminatórias e semifinais) e 16 de agosto (finais), no Estádio da Lagoa.

## Calendário
Horário local (UTC-3)
| Dia          | Horário | Fase          |
| ------------ | ------- | ------------- |
| 15 de agosto | 08:38   | Eliminatórias |
| 15 de agosto | 10:00   | Semifinal     |
| 16 de agosto | 08:47   | Final         |

## Medalhistas
| Ouro   | NZL Lisa Carrington        |
| Prata  | POL Marta Walczykiewicz    |
| Bronze | AZE Inna Osypenko-Radomska |

## Resultados

### Eliminatórias
As seis melhores de cada bateria avançam para as semifinais. 

#### Bateria 1
| Pos. | Canoísta            | CON               | Tempo  | Notas |
| ---- | ------------------- | ----------------- | ------ | ----- |
| 1    | Lisa Carrington     | NZL Nova Zelândia | 40.422 | SF    |
| 2    | Francisca Laia      | POR Portugal      | 41.368 | SF    |
| 3    | Natasa Dusev-Janics | HUN Hungria       | 41.403 | SF    |
| 4    | Zhou Yu             | CHN China         | 42.187 | SF    |
| 5    | Olivera Moldovan    | SRB Sérvia        | 43.339 | SF    |
| 6    | Marina Toribiong    | PLW Palau         | 48.913 | SF    |
| 7    | Menatalla Karim     | EGY Egito         | 49.596 |       |

#### Bateria 2
| Pos. | Canoísta               | CON              | Tempo  | Notas |
| ---- | ---------------------- | ---------------- | ------ | ----- |
| 1    | Marta Walczykiewicz    | POL Polônia      | 40.263 | SF    |
| 2    | Špela Ponomarenko      | SLO Eslovênia    | 40.387 | SF    |
| 3    | Andréanne Langlois     | CAN Canadá       | 40.956 | SF    |
| 4    | Inna Klinova           | KAZ Cazaquistão  | 41.030 | SF    |
| 5    | Jessica Walker         | GBR Grã-Bretanha | 41.123 | SF    |
| 6    | Henriette Engel Hansen | DEN Dinamarca    | 42.455 | SF    |
| 7    | Anne Cairns            | SAM Samoa        | 43.652 |       |

#### Bateria 3
| Pos. | Canoísta             | CON                | Tempo  | Notas |
| ---- | -------------------- | ------------------ | ------ | ----- |
| 1    | Sarah Guyot          | FRA França         | 40.317 | SF    |
| 2    | Linnea Stensils      | SWE Suécia         | 40.828 | SF    |
| 3    | María Teresa Portela | ESP Espanha        | 40.844 | SF    |
| 4    | Lasma Liepa          | TUR Turquia        | 41.760 | SF    |
| 5    | Viktoria Schwarz     | AUT Áustria        | 42.847 | SF    |
| 6    | Ana Paula Vergutz    | BRA Brasil         | 44.239 | SF    |
| 7    | Maggie Hogan         | USA Estados Unidos | 44.668 |       |

#### Bateria 4
| Pos. | Canoísta               | CON               | Tempo  | Notas |
| ---- | ---------------------- | ----------------- | ------ | ----- |
| 1    | Inna Osypenko-Radomska | AZE Azerbaijão    | 40.702 | SF    |
| 2    | Martina Kohlová        | SVK Eslováquia    | 41.231 | SF    |
| 3    | Bridgitte Hartley      | RSA África do Sul | 41.698 | SF    |
| 4    | Yusmari Mengana        | CUB Cuba          | 41.701 | SF    |
| 5    | Conny Waßmuth          | GER Alemanha      | 41.972 | SF    |
| 6    | Sabrina Ameghino       | ARG Argentina     | 42.417 | SF    |
| 7    | Olga Umaralieva        | UZB Uzbequistão   | 42.525 |       |

### Semifinal
As duas canoístas mais bem colocados de cada grupo e as duas melhores seguidas avançam para a final A, as próximas oito melhores qualificas disputam a final B.

#### Semifinal 1
| Pos. | Canoísta            | CON               | Tempo  | Notas |
| ---- | ------------------- | ----------------- | ------ | ----- |
| 1    | Marta Walczykiewicz | POL Polônia       | 40.619 | FA    |
| 2    | Linnea Stensils     | SWE Suécia        | 41.245 | FA    |
| 3    | Bridgitte Hartley   | RSA África do Sul | 41.478 | FB    |
| 4    | Jessica Walker      | GBR Grã-Bretanha  | 41.483 | FB    |
| 5    | Francisca Laia      | POR Portugal      | 41.573 | FB    |
| 6    | Yusmari Mengana     | CUB Cuba          | 41.688 | FB    |
| 7    | Olivera Moldovan    | SRB Sérvia        | 42.123 |       |
| 8    | Ana Paula Vergutz   | BRA Brasil        | 44.362 |       |

#### Semifinal 2
| Pos. | Canoísta               | CON            | Tempo  | Notas |
| ---- | ---------------------- | -------------- | ------ | ----- |
| 1    | Inna Osypenko-Radomska | AZE Azerbaijão | 39.803 | FA    |
| 2    | Sarah Guyot            | FRA França     | 40.516 | FA    |
| 3    | Špela Ponomarenko      | SLO Eslovênia  | 40.797 | FA    |
| 4    | Natasa Dusev-Janics    | HUN Hungria    | 40.962 | FB    |
| 5    | Zhou Yu                | CHN China      | 41.017 | FB    |
| 6    | Sabrina Ameghino       | ARG Argentina  | 41.934 |       |
| 7    | Viktoria Schwarz       | AUT Áustria    | 43.072 |       |
| 8    | Henriette Engel Hansen | DEN Dinamarca  | 43.300 |       |

#### Semifinal 3
| Pos. | Canoísta             | CON               | Tempo  | Notas |
| ---- | -------------------- | ----------------- | ------ | ----- |
| 1    | Lisa Carrington      | NZL Nova Zelândia | 39.561 | FA    |
| 2    | María Teresa Portela | ESP Espanha       | 40.241 | FA    |
| 3    | Inna Klinova         | KAZ Cazaquistão   | 40.381 | FA    |
| 4    | Martina Kohlová      | SVK Eslováquia    | 41.286 | FB    |
| 5    | Andréanne Langlois   | CAN Canadá        | 41.350 | FB    |
| 6    | Conny Waßmuth        | GER Alemanha      | 41.725 |       |
| 7    | Lasma Liepa          | TUR Turquia       | 41.866 |       |
| 8    | Marina Toribiong     | PLW Palau         | 48.306 |       |

### Final

#### Final B
| Pos. | Canoísta            | CON               | Tempo  |
| ---- | ------------------- | ----------------- | ------ |
| 1    | Natasa Dusev-Janics | HUN Hungria       | 41.673 |
| 2    | Martina Kohlová     | SVK Eslováquia    | 41.787 |
| 3    | Zhou Yu             | CHN China         | 41.928 |
| 4    | Yusmari Mengana     | CUB Cuba          | 42.036 |
| 5    | Bridgitte Hartley   | RSA África do Sul | 42.066 |
| 6    | Andréanne Langlois  | CAN Canadá        | 42.099 |
| 7    | Jessica Walker      | GBR Grã-Bretanha  | 42.205 |
| 8    | Francisca Laia      | POR Portugal      | 42.695 |

#### Final A
| Pos.              | Canoísta               | CON               | Tempo  |
| ----------------- | ---------------------- | ----------------- | ------ |
| Medalha de ouro   | Lisa Carrington        | NZL Nova Zelândia | 39.864 |
| Medalha de prata  | Marta Walczykiewicz    | POL Polônia       | 40.279 |
| Medalha de bronze | Inna Osypenko-Radomska | AZE Azerbaijão    | 40.401 |
| 4                 | Špela Ponomarenko      | SLO Eslovênia     | 40.769 |
| 5                 | Sarah Guyot            | FRA França        | 40.894 |
| 6                 | María Teresa Portela   | ESP Espanha       | 41.053 |
| 7                 | Linnea Stensils        | SWE Suécia        | 41.293 |
| 8                 | Inna Klinova           | KAZ Cazaquistão   | 41.521 |